# Siete Picos

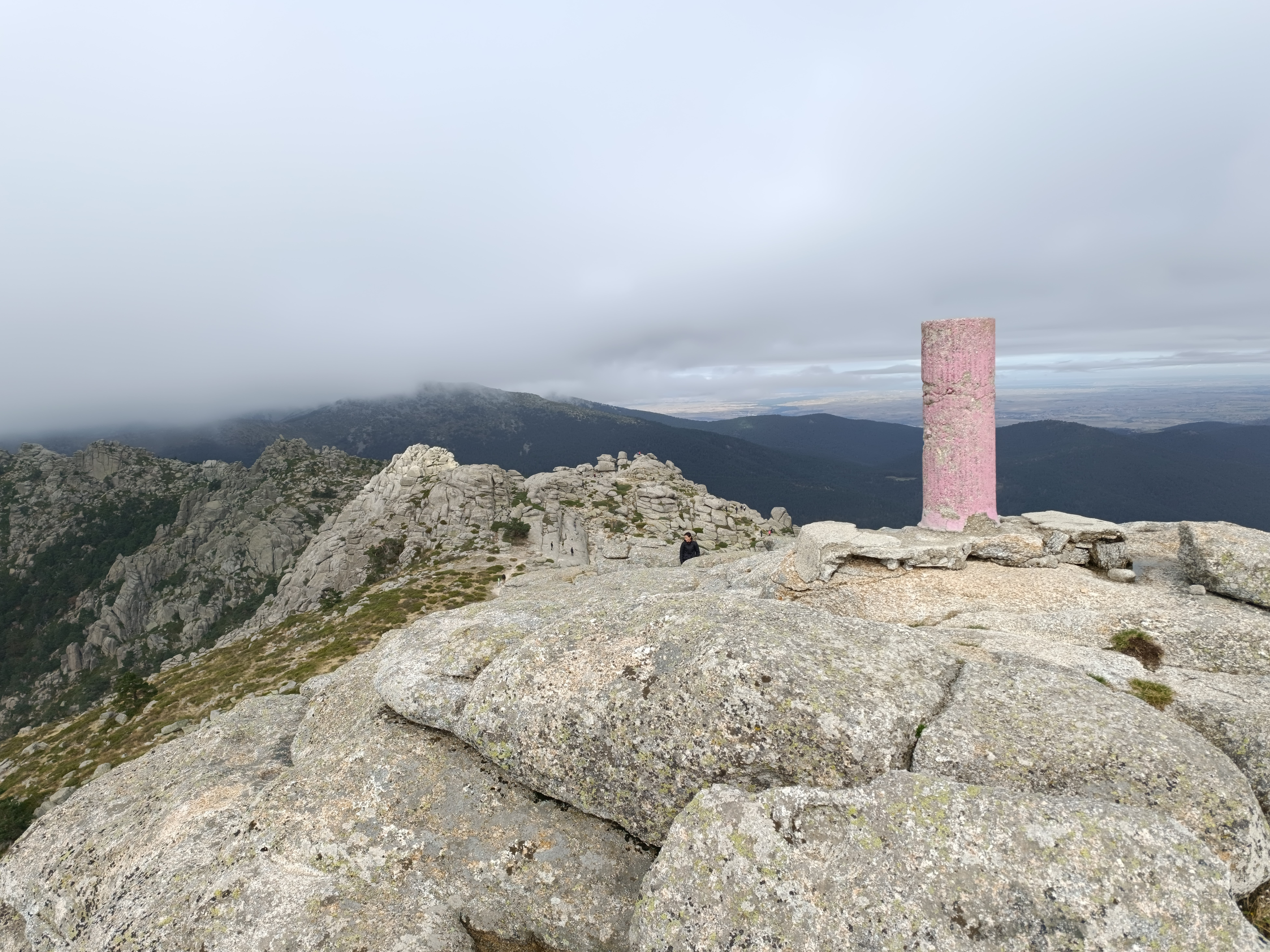
Vértice geodésico en el pico más alto de la serie de Siete Picos.

Los Siete Picos es una formación montañosa de la sierra de Guadarrama, en el sistema Central de la península ibérica, situada en el límite entre las provincias españolas de Madrid y Segovia. El pico más elevado de los siete que componen el macizo, en el que se erige el vértice geodésico, tiene una altitud de 2138 metros sobre el nivel del mar.

## Situación geográfica

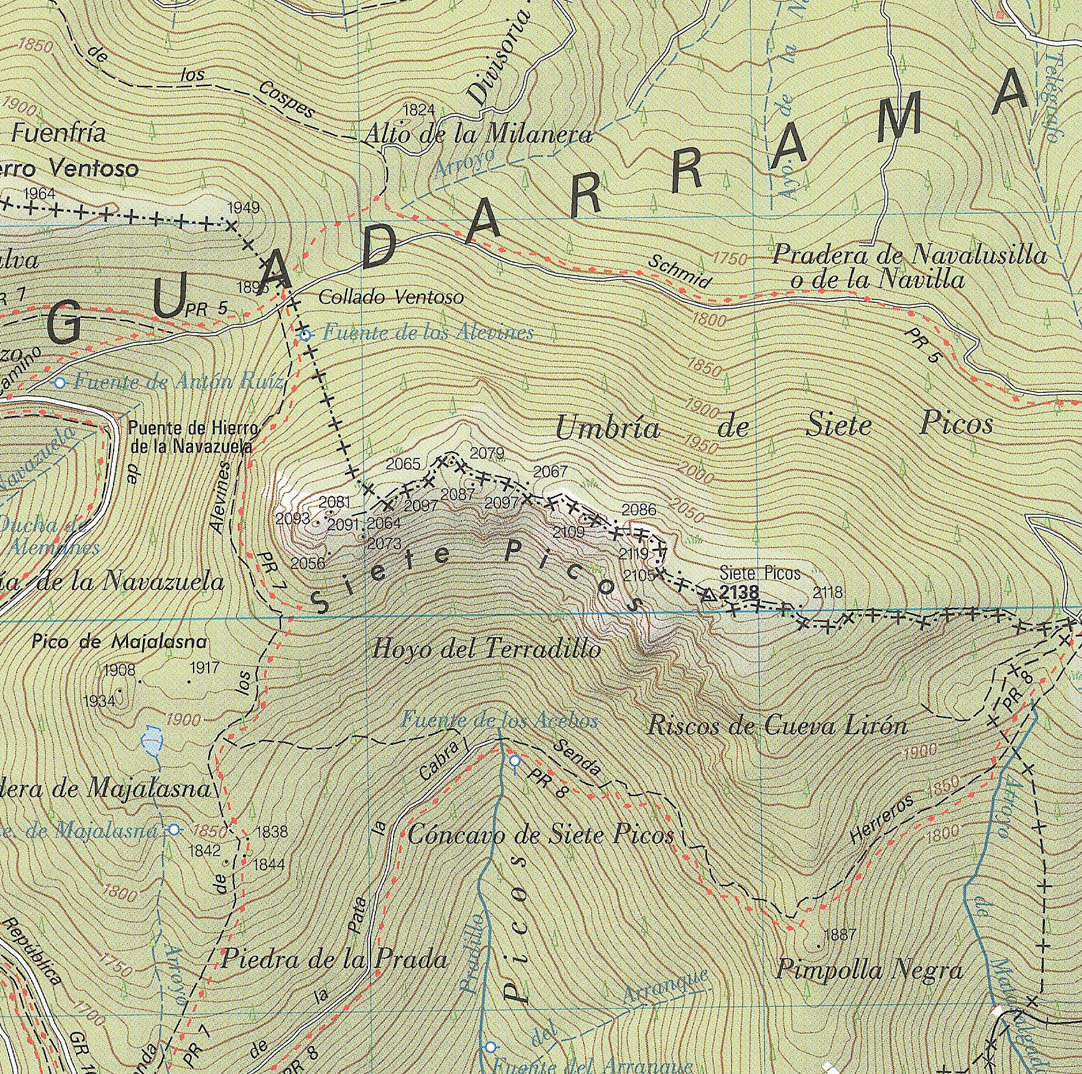
Siete Picos en la hoja 508-I del Mapa Topográfico Nacional. © Instituto Geográfico Nacional.

La formación montañosa está en la zona central del cordal principal de la sierra de Guadarrama. Su cara norte pertenece al término municipal de Real Sitio de San Ildefonso (Segovia) y la sur al de Cercedilla (Madrid).
Siete Picos está encajado entre el puerto de la Fuenfría al oeste, el puerto de Navacerrada al este, el valle de Valsaín al norte y el valle de Navalmedio al sureste.

## Características
Su nombre proviene de su silueta, ya que su cornisa está jalonada por siete pequeños picos de granito. La línea de cumbres describe una C orientada al sur, lugar que resulta ser la cabecera del valle de Siete Picos. En dicho valle nace uno de los arroyos que conforman el nacimiento del río Guadarrama, el arroyo Pradillo. Seis de estos pequeños picos están en la parte más alta y el primero, el más occidental, está un poco apartado. 

El pico más alto de los siete es el que está situado más cerca del puerto de Navacerrada, es decir, el más oriental, que recibe popularmente el nombre de pico de Somontano en honor al excursionista de la Sociedad Alpina Garabandálica Albino de Somontano quien, junto con Herreros, trazó el recorrido que se sigue al pie de los siete picos. 

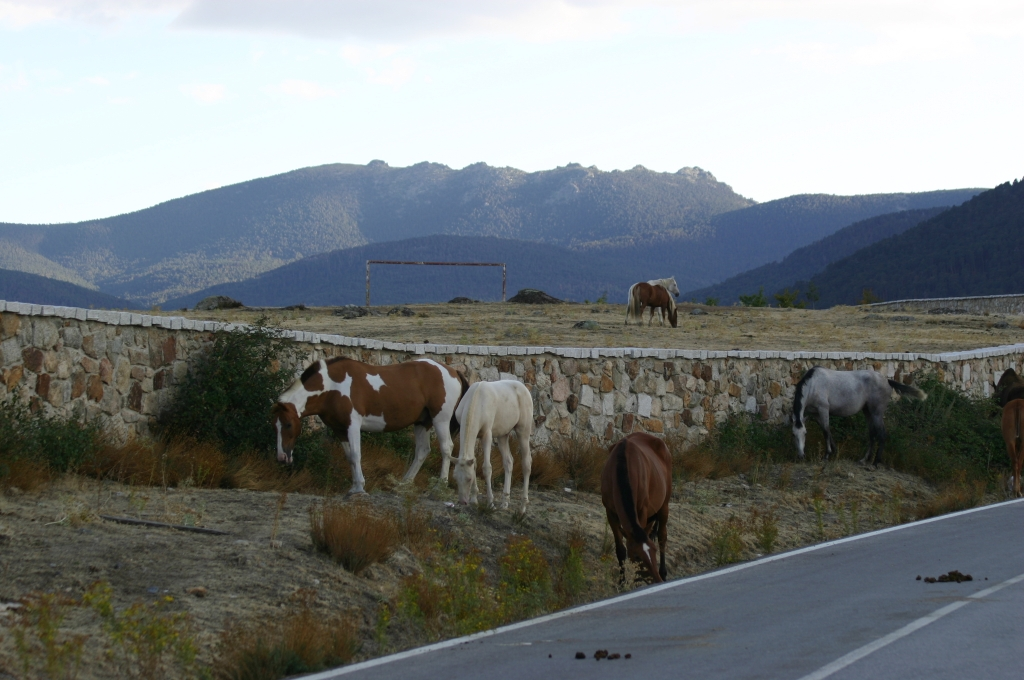
Vista de la cara norte de Siete Picos desde el valle de Valsaín (Segovia).

Las laderas de esta montaña están cubiertas por un espeso bosque de pino silvestre y en la cara sur hay pequeñas zonas donde hay roble. En la parte más alta de esta montaña el pinar deja paso a las praderas de alta montaña con arbustos rastreros y a las formaciones caprichosas de granito, dando lugar a riscos y pequeños canchales.
En el parque de atracciones de Madrid estuvo en funcionamiento durante treinta y seis años una montaña rusa llamada «7 Picos», nombrados en referencia a esta montaña. Aparecen en la bandera y escudo del municipio de Cercedilla, ubicado al pie de la vertiente sur. Durante gran parte de la Edad Media, a la sierra de Guadarrama se la conoció como «la sierra del Dragón» por la silueta de esta montaña, que se asemeja al dorso dentado de estos seres mitológicos tan del gusto de esa época.

## Altitudes

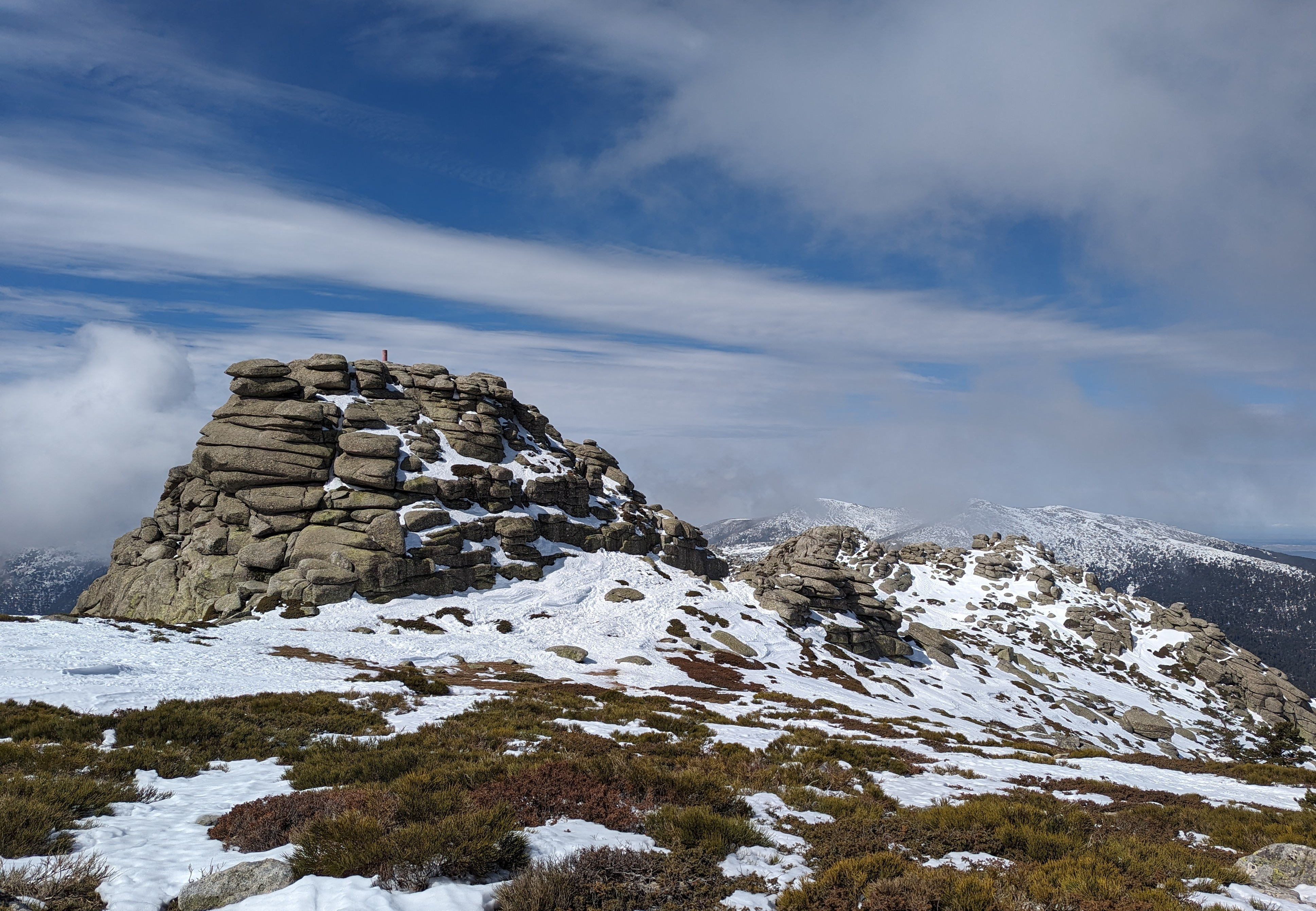
Séptimo Pico, el más oriental y donde se encuentra el vértice geodésico de Siete Picos (2138 m).

Siete Picos se interpone entre el puerto de la Fuenfría (1796 m) y el de Navacerrada (1869 m). A continuación se numeran de oeste a este, siendo sus alturas:
1. Pico Majalasna, de 1934 m sobre el nivel del mar, el más occidental.
2. De 2093 m
3. De 2097 m
4. De 2097 m
5. De 2109 m
6. De 2121  m
7. Pico Somontano, de 2138 m, el más oriental.

En cuanto a los nombre de cada pico, el ingeniero geógrafo Juan López (1859-1936) denominó a los picos con los nombres de montañeros que por unas u otras razones recorrieron la zona en innumerables ocasiones. Los llamó siempre Seis Picos ya que el Pico Majalasna no lo englobaba dentro del mismo macizo. Estos nombres han caído completamente en el olvido, por unas u otras causas.
- Primer Pico: Pico de Tomás López (Cartógrafo de Carlos III)
- Segundo Pico: Pico de Benito López (Cartógrafo)
- Tercer Pico: Pico de Francisco López (Geógrafo)
- Cuarto Pico: Pico de Nemesio López (Médico de la Corte)
- Quinto Pico: Pico de Juan López (Ingeniero Geógrafo)
- Sexto Pico: Pico de Nemesio López (Geógrafo y Meteorólogo)

## Ascenso

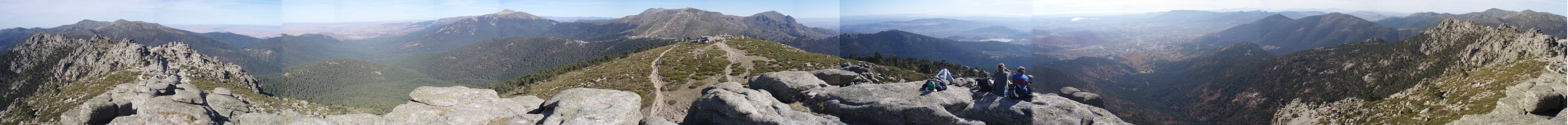
Vista panorámica de 360° desde el pico más alto (el más oriental) de los siete.

A su cima (el pico más oriental) se llega por un sendero de unos 4 km que sale del puerto de Navacerrada (1858 m) en dirección oeste, atravesando bosques de pino silvestre y praderas alpinas. A partir de la cumbre se puede continuar por ese sendero para acceder al resto de los picos.